# 蒙阴县
蒙阴县位于中华人民共和国山东省中部偏南，山东省临沂市西北部，因位于蒙山（古称东山）之阴（北面）而得名，是临沂市下辖县。南北最大长距65.4公里，东西最大宽距45.8公里，总面积1601.6平方公里，占临沂市总面积的9.3%

## 行政区划
蒙阴县下辖1个街道办事处、8个镇、1个乡：
蒙阴街道、常路镇、岱崮镇、坦埠镇、垛庄镇、高都镇、野店镇、桃墟镇、联城镇和旧寨乡。

## 人口
根據第七次全国人口普查數據，截至2020年11月1日零時，蒙陰縣常住人口為485252人。

## 交通
- 205国道、 342国道过境。

## 经济
- 农业：林果种植业发达，有53万亩果园，主要是桃、苹果、板栗。其中蒙阴蜜桃中国国家农产品地理标志产品。蜜桃难于储存，但蒙阴蜜桃借助 京沪高速公路和处在京沪连线中心的优越位置南销上海（7-8hr）、杭州，北至天津、北京(6-7hr)，国内市场认可度和占有率高。
- 工业中纺织业、啤酒酿造、食品加工、机械加工等行业发达。
- 第三产业中旅游业发达。
- 截至2012年，蒙阴县实现生产总值（GDP）147.58亿元人民币，是全国生态示范县、全国果品生产十强县、全国果品生产龙头县。

## 旅游胜地
蒙山国家森林公园；孟良崮戰役纪念地；云蒙湖；北楼迎仙桥；中山寺；长山溶洞；杏山溶洞；岱崮地貌等。

## 名人
Category: 蒙阴人
- 刘洪——算圣，珠算发明人
- 蒙恬——秦朝大将
- 沂蒙六姐妹——支前模范。
- 薛其坤——中国材料物理专家。中国科学院物理研究所研究员、清华大学教授、清华大学副校长。

## 教育
- 山东省蒙阴第一中学
- 蒙阴县第三中学